# Front d'Extrême-Orient
Le Front d'Extrême Orient (russe : Дальневосточный фронт était un front — unité militaire équivalente à un groupe d'armées —  de l'Armée rouge durant la Guerre civile russe et la Seconde Guerre mondiale.

## Débuts
À l'issue la Guerre civile, le Front d'Extrême orient fut créé le 28 juin 1938 à partir de l'Armée spéciale de la Bannière rouge d'Extrême-Orient au sein du District militaire d'Extrême orient.
Il comprenait la 1e et la 2eArmée du Drapeau Rouge.
En 1938, les forces du Front — probablement la 32e division de fusiliers du 39e corps de fusiliers - affrontent les troupes japonaises du Manchukuo lors de la bataille du lac Khassan.
À la veille de l'invasion de l'Union soviétique par l'Allemagne nazie, le front comprend :
- 1er armée du Drapeau rouge
  - 26e corps de fusiliers
    - 21e division de fusiliers (en)
    - 22e division de fusiliers
    - 26e division de fusiliers (en)

  - 59e corps de fusiliers
    - 39e division de fusiliers (en)
    - 59e division de fusiliers (en)

  - 1re, 4e, 5e brigades de fusiliers
  - 8e division de cavalerie 
  - Une District fortifié, artillerie, génie
- 2e armée du Drapeau rouge
  - 3e division de fusiliers (en)
  - 12e division de fusiliers de l'Amour (en)
  - 59e division de chars
  - 69e division d'infanterie motorisée (en)
  - Un District fortifié, artillerie, génie
- 15e armée
  - 18e corps de fusiliers
    - 34e division de fusiliers (en)
    - 202e brigade aéroportée

  - Un District fortifié, artillerie, génie
- 25e armée
  - 39e corps de fusiliers
    - 32e division de fusiliers (en)
    - 40e division de fusiliers (en)
    - 92e division de fusiliers

  - Cinq Districts fortifiés, artillerie, génie
- Corps spécial de fusiliers
  - 79e division de fusiliers (en)
  - 101e division de montagne (en)
- 35e division de fusiliers (en)
- 66e division de fusiliers
- 78e division de fusiliers (en)
- Trois Districts fortifiés, artillerie, génie

## Guerre soviéto-japonaise de 1945
Le 5 août 1945, le front est réorganisé et divisé en 1er et 2e Front d'Extrême-Orient :
1er front d'Extrême-Orient, commandé par le Maréchal Kirill Meretskov avec pour objectif le Manchukuo du nord, comprend :
- 1re armée du Drapeau rouge ;
- 5e armée ;
- 25e armée ;
- 35e armée ;
- 9e armée aérienne (en) ;
- Groupe opérationnel Chuguevsk ;
- Flottille militaire du fleuve Amour (en) ;

2e front d'Extrême-Orient, commandé par le Général Maksim Pourkaïev avec pour objectif le Manchukuo oriental, comprend: 
- 2e armée du Drapeau rouge ;
- 15e armée ;
- 16e armée ;
- 10e armée aérienne (en) ;

Le Front de Transbaïkalie met à disposition la 12e armée aérienne.
Il conduit la Libération soviétique de la Mandchourie occupée par les forces japonaises. L'Armée japonaise du Guandong qui compte plus de 1 million de soldats, est submergée par l'offensive. Les forces alliées de Mongolie et  de la Chine soutiennent l'opération.
Le 19 août 1945, le front, qui a mis l'armée du Guandong en déroute, capture Harbin et Moukden. Le 21, la quasi-totalité de la Mandchourie est libérée et l'armée du Guandong se rend.
Le 11 août 1945, le 87e corps de fusiliers (en) est mobilisé depuis la réserve du 1er front, et reçoit l'ordre de se préparer aux opérations de débarquement sur Hokkaido ; l'opération n'aura pas lieu et le 87e participera à d'autres opérations.
Le 30 septembre 1945, le Quartier général du 1er front d'Extrême-Orient est transféré pour servir de base au district militaire Primorié nouvellement créé dans le Kraï éponyme,.

## Commandants
- Maréchal de l'Union soviétique Vassili Blücher (1er juillet - 4 septembre 1938)
- Komkor (en) Grigori Chtern  (août 1938; juillet 1940 – janvier 1941)
- Colonel général Iosif Apanasenko, promu Général d'armée en février 1941, (janvier 1941 – avril 1943)
- Colonel général Maksim Purkayev, promu Général d'armée en octobre 1944, (avril 1943 – août 1945)